# Suzhousaurus
Suzhousaurus byl rod terizinosauroidního teropodního dinosaura, žijícího v období rané křídy (asi před 115 miliony let) na území dnešní Číny (provincie Kan-su, geologické souvrství Sia-kou).

## Popis
Tento dinosaurus byl asi 7 metrů dlouhý a 2,1 metru vysoký v kyčlích. Jeho hmotnost se pohybovala kolem hodnoty 1,3 tuny, možná ale také až kolem 3,1 tuny. Patřil tak k prvním velkým therizinosauroidům v historii vývoje této skupiny. 
Jeho blízkým vývojovým příbuzným byl patrně severoamerický rod Nothronychus, dále také rody Therizinosaurus a Paralitherizinosaurus.